# ريكتسية بروفاتسيكية
الريكتسية البروفاتسيكية أو الريكتسية البروفاسيكية (بالإنجليزية: Rickettsia prowazekii)‏ هي إحدى أنواع البكتيريا سلبية الغرام، وهيَ من متقلبات ألفا، وَتُعتبر متطفلة إجبارية داخل الخلية، وهيَ بكتيريا عصوية هوائية، وتعتبر العامل المُسبب للتيفوس الوبائي، وتنتقل عن طريق براز القَمل.
يُعتبر السنجاب الطائِر المُضيف المستودع الرئيسي للريكتسية البروفاتسيكية في أمريكا الشمالية، وغالباً ما تُحاط هذه البكتيريا بطبقة محفظة جرثومية بروتينية وبطبقة مُخاطية، كما أنَّ دورة حياة هذه البكتيريا تتضمن مضيف من الفقاريات ومِن اللافقاريات وغالباً ما تكون المفصليات هي المُضيف، ويُعتبر قمل الجسم المُضيف النموذجي في جسم الإنسان، كما أنَّ الريكتسية البروفاتسيكية تَبقى الموجودة في براز المفصليات ثابتة العدوى لعدة شهور.

## التاريخ

### الاكتشاف
اكتشف الطبيب البرازيلي هنريك دا روشا ليما هذه البكتيريا في عام 1916، وقد أطلق عليها اسم "بروفاتسيكية"، بعد وفاة زَميله ستانيسلاوس فون بروفاتسيك، والذي توفيَ في عام 1915 بسبب مرض التيفوس، حيثُ أنَّ هنريك وستانيسلاوس كانا قد أُصيبا بالتيفوس أثناء دراستهما لأحد العوامل المُسببة في سجن المُستشفى في هامبورغ في ألمانيا.

### تاريخ التطور
جينوم الريكتسية البروفاتسيكية يُشفر فقط 834 بروتين، لذلك فإنَّ الريكتسية البروفاتسيكية تُعتبر نموذج جيد لسلائف بكتيريا الميتوكندريا.

## العلاج
تم تطوير لُقاحات الريكتسية البروفاتسيكية في عقد عام 1940، وساعدت هذه اللُقاحات بشكلٍ فعال للغاية في تقليل عدد الوفيات بالتيفوس بين الجنود الأمريكيين في الحرب العالمية الثانية، وغالباً ما تكون المناعة التي يحصل عليها الشَخص بعد التعافي منها أو بعد أخذ اللقاح فعالة طوال الحياة، وبالرغم من ذلك فإنَّ الريكتسية البروفاتسيكية قادرة على تطوير عدوى كامنة تستطيع الظُهور بعد سنوات أو عُقود (تعود على داء بريل زينسر).
غالباً ما يكون العلاج عن طريق التيتراسايكلن ناجحاً.

## روابط خارجية
- "ريكتسية بروفاتسيكية: نظرة عامة على الكائن". PATRIC. بيوكومبلكسيتي إنستيتيوت أوف فرجينيا تيش. مؤرشف من الأصل في 2020-03-28.
- NIAID Biodefense Research Agenda for Category B and C Priority Pathogens (PDF). معاهد الصحة الوطنية الأمريكية، المعهد الوطني للحساسية والأمراض المعدية. يناير 2003. مؤرشف من الأصل (PDF) في 2016-08-19.